# Pilot (The Flash)
Pilot es el primer episodio de la primera temporada y estreno de la serie estadounidense de drama y ciencia ficción, The Flash. El episodio fue escrito por los creadores de la serie y productores ejecutivos Greg Berlanti, Andrew Kreisberg & Geoff Johns y dirigido por David Nutter. Fue estrenado el 7 de octubre de 2014 en Estados Unidos por la cadena CW.

## Argumento
Después de que su madre fuera asesinada y su padre acusado por tal crimen y enviado a prisión, cuando tenía once años, Barry Allen fue criado por Joe West, el padre de su mejor amiga Iris. Ahora, convertido en un brillante investigador forense, quien está determinado a descubrir la verdad sobre la extraña muerte de su madre le lleva a seguir todas las leyendas urbanas sin explicación y los avances científicos que surjan. La última obsesión de Barry es un Acelerador de partículas de alta tecnología, creado por el visionario físico Harrison Wells y su equipo de S.T.A.R. Labs, que afirma que su invención aportará avances inimaginables en poder y medicina. Sin embargo, algo sale horriblemente mal durante una presentación pública, y la devastadora explosión causa una extraña tormenta, en la cual se pierden muchas vidas y Barry es alcanzado por un rayo. Después de nueve meses en coma, Barry despierta para descubrir que su vida ha cambiado de nuevo, el accidente le ha dado súpervelocidad, garantizándole la habilidad de moverse por Ciudad Central como un ángel guardián invisible. Barry se queda impactado al descubrir que no es el único metahumano que ha sido creado en la explosión del acelerador y no todo el mundo está usando sus poderes para el bien.

## Elenco
- Grant Gustin como Barry Allen/ The Flash.
- Candice Patton como Iris West.
- Danielle Panabaker como Caitlin Snow.
- Rick Cosnett como Eddie Thawne.
- Carlos Valdés como Cisco Ramón.
- Tom Cavanagh como Harrison Wells.
- Jesse L. Martin como Joe West.

## Continuidad
- Barry Allen fue visto anteriormente en Three Ghosts.
- Caitlin Snow y Cisco Ramón fueron vistos anteriormente en The Man Under the Hood.
- Barry despierta del coma.
- Los acontecimientos de este episodio suceden entre lo ocurrido en Three Ghosts y The Calm.
- El episodio marca la primera aparición de Iris West, Eddie Thawne, Harrison Wells y Joe West dentro del Arrowverso.
- El episodio también marca la primera aparición de Henry Allen, Nora Allen, David Singh, Fred Chyre y Clyde Mardon.
- Joe West, Harrison Wells, Caitlin Snow y Cisco Ramón se convierten en la primera, segunda, tercera y cuarta personas que saben la identidad de Barry.

## Desarrollo

### Producción
El 30 de julio, se dio a conocer que en la segunda temporada, Barry Allen sería introducido como personaje recurrente en los episodios 8 y 9 de la segunda temporada de Arrow, y poco después en el episodio 20, mismo que servirá como piloto de una serie basada en Flash. El proyecto es desarrollado por Greg Berlanti, Andrew Kreisberg y Geoff Johns, director creativo de DC Comics y dirigido por David Nutter.
El 18 de noviembre, The CW anunció que renunció a la idea de un piloto plantado en el episodio 20 y en vez de eso otorgaba luz verde para la realización de un piloto independiente completamente centrado en el personaje.

### Casting
El 13 de septiembre de 2013 fue confirmado que Grant Gustin fue contratado para interpretar a Barry Allen. El 21 de septiembre fue anunciado que Jesse L. Martin fue contratado para interpretar al detective West, una figura paterna para Allen. Mientras tanto, el 24 de enero fue anunciada la contratación de Danielle Panabaker como Caitlin Snow, una experta bioingeniera que perdió a su prometido en la explosión del acelerador de partículas de los laboratorios S.T.A.R.; y Rick Cosnett como Eddie Thawne, un detective recién transferido al departamento de policía de Ciudad Central con un misterioso pasado. El 4 de febrero fue anunciado que Candice Patton fue elegida para interpretar a Iris West, la mejor amiga de Allen e hija del detective West; así mismo se informó que Carlos Valdés fue contratado para dar vida a Cisco Ramon, un joven genio de la ingeniería mecánica. El 10 de febrero de 2014, se informó que Tom Cavanagh como Harrison Wells, la mente y el dinero detrás del acelerador de partículas de los laboratorios S.T.A.R., que encuentra la redención cuando descubre que su fallido experimento creó involuntariamente el hombre más rápido del mundo.
John Wesley Shipp fue contratado como Henry Allen; Michelle Harrison como Nora Allen y Patrick Sabongui como el capitán David Singh.